# ستيف كولينز (لاعبة كرة سلة)
ستيف كولينز (بالإنجليزية: Stef Collins)‏ (30 ديسمبر 1982 - ) هي لاعبة كرة سلة بريطانية في مركز الهجوم خلفي، شاركت في الألعاب الأولمبية الصيفية 2012 ودورة ألعاب الكومنولث 2018 ‏.

## وصلات خارجية
- ستيف كولينز على موقع الاتحاد الدولي لكرة السلة (الإنجليزية)
- ستيف كولينز على موقع كرة السلة الأوروبية.كوم (الإنجليزية)
- ستيف كولينز على موقع كلية كرة السلة في سبورتس رفرنس.كوم (الإنجليزية)
- ستيف كولينز على موقع بروبوليرز (الإنجليزية)
- ستيف كولينز على موقع سبورتس رفرنس (الإنجليزية)
- ستيف كولينز على موقع اللجنة الأولمبية الدولية (الإنجليزية)
- ستيف كولينز على موقع أوليمبيديا (الإنجليزية)
- ستيف كولينز على موقع اللجنة الأولمبية البريطانية (الإنجليزية)